# Anita Tsoy
Anita Tsoy (Moscou, 7 février 1971) est une auteure-compositrice et chanteuse russe d'origine coréenne. 